# Santa (Filippine)
Santa è una municipalità di quarta classe delle Filippine, situata nella provincia di Ilocos Sur, nella regione di Ilocos.
Santa è formata da 26 baranggay:
- Ampandula
- Banaoang
- Basug
- Bucalag
- Cabangaran
- Calungboyan
- Casiber
- Dammay
- Labut Norte
- Labut Sur
- Mabilbila Norte
- Mabilbila Sur
- Magsaysay District (Pob.)

- Manueva
- Marcos (Pob.)
- Nagpanaoan
- Namalangan
- Oribi
- Pasungol
- Quezon (Pob.)
- Quirino (Pob.)
- Rancho
- Rizal
- Sacuyya Norte
- Sacuyya Sur
- Tabucolan